# Bernard Bosson
Bernard Bosson (ur. 25 lutego 1948 w Annecy, zm. 13 maja 2017 w Lyonie) – francuski polityk i prawnik, adwokat, były minister transportu i deputowany.

## Życiorys
Po ukończeniu studiów prawniczych, w 1972 rozpoczął praktykę adwokacką.
Działalnością polityczną zajął się w 1977, kiedy to został radnym Annecy. Sześć lat później objął stanowisko mera tej miejscowości. Był na ten urząd wybierany następnie w 1989, 1995 i 2001. W latach 1979–1988 zasiadał także w radzie departamentu Górna Saona, a w okresie 1986–1992 w radzie regionu Rodan-Alpy.
Przystąpił do federacyjnej i centrowej Unii na rzecz Demokracji Francuskiej, a w jej ramach do Centrum Demokratów Społecznych. W 1986 został posłem do Zgromadzenia Narodowego. Mandatu nie objął w związku z powołaniem go do drugiego rządu Jacques'a Chiraca na stanowisko sekretarza stanu przy ministrze spraw wewnętrznych ds. wspólnot lokalnych. Kilka miesięcy później, po rekonstrukcji gabinetu, został ministrem delegowanym ds. stosunków europejskich (przy ministrze spraw zagranicznych). Bernard Bosson zajmował to stanowisko do 1988.
W latach 1988–1993 był deputowanym. Pomiędzy 30 marca 1993 a 11 maja 1995 sprawował urząd ministra transportu w rządzie Édouarda Balladura. Po odejściu z rządu powrócił do Zgromadzenia Narodowego, w 2002 skutecznie ubiegał się o reelekcję.
W 2007 brał udział w kampanii prezydenckiej lidera UDF, François Bayrou. Po pierwszej turze, wbrew przewodniczącemu swojej partii, który nie poparł żadnego z kandydatów, Bernard Bosson publicznie opowiedział się za Nicolasem Sarkozym. Przyłączył się następnie do organizacji Nowego Centrum, partii skupiającej działaczy UDF, wspierających nowego prezydenta i koncepcję powrotu do współpracy z Unią na rzecz Ruchu Ludowego. W wyborach parlamentarnych UMP nie wystawiła przeciwko niemu swojego kandydata w dotychczasowym okręgu wyborczym, pokonał go jednak z popierany przez część ludowców (w tym lokalnego senatora) niezależny kandydat prawicy Lionel Tardy. Po tej porażce ogłosił zakończenie działalności politycznej, rezygnując także ze stanowiska mera Annecy.